# 이타하시촌
이타하시촌(板橋村)은 이바라키현 쓰쿠바군에 설치되었던 촌이다. 현재의 쓰쿠바미라이시 북동부에 해당한다.